# Stenotritus victoriae
Stenotritus victoriae là một loài ong trong họ Stenotritidae. Loài này được Cockerell miêu tả khoa học đầu tiên năm 1906.